# Plopșoru
Plopșoru es una comuna ubicada en el distrito de Gorj, Rumania.

## Superficie
Cuenta con una superficie de 80,02 kilómetros cuadrados.

## Demografía
Hasta 2021 la población era de 5530 habitantes, con una densidad de población de 69,11 habitantes por kilómetro cuadrado.